# John Martyn (botaniste)
Pour les articles homonymes, voir John Martyn.
 (juin 2019).
Si vous disposez d'ouvrages ou d'articles de référence ou si vous connaissez des sites web de qualité traitant du thème abordé ici, merci de compléter l'article en donnant les références utiles à sa vérifiabilité et en les liant à la section « Notes et références ».
John Martyn est un médecin et un botaniste britannique, né le 12 septembre 1699 à Londres et mort le 29 janvier 1768 dans cette même ville.

## Biographie
Il abandonne son activité commerciale pour l’étude de la médecine et de la botanique. Il devient membre de la Royal Society en 1727. Bien que n’ayant obtenu aucun titre de docteur, il pratique la médecine de 1727 à 1752 puis occupe la chaire de botanique de l'université de Cambridge de 1733 à 1762 ; il cède alors cette chaire à son fils, Thomas (1736-1825), auteur d’une Flora rustica (1792-1794). Il est ami avec William Sherard (1659-1728) et Patrick Blair (v. 1666-1728). En 1721, avec notamment Johann Jacob Dillenius (1684-1747), il participe à la Société botanique de Londres qui se réunit toutes les semaines au Rainbow Coffee House à Watling Street de 1730 à 1737. Il fait paraître un hebdomadaire satirique, le Grub Street Journal. Carl von Linné (1707-1778) lui dédie en 1753 le genre Martynia de la famille des Martyniaceae.
Son ouvrage le plus connu est Historia plantarum rariorum qui paraît de 1728 à 1737 ainsi que ses traductions, accompagnées de notes sur l’agriculture et la botanique, des Bucoliques (1749) et des Géorgiques (1741) de Virgile.
Il avait épousé Marie Anne Fonnereau, fille de Claude Fonnereau (en), riche marchand venu de La Rochelle, et sœur de Thomas et Zachary Philip Fonnereau.